# José Joaquim dos Santos
José Joaquim dos Santos (Vila de Óbidos, 14 de setembro de 1747 — 1801) foi um compositor português.

## Vida
Nasceu em Senhor da Pedra, perto de Óbidos, filho de Manuel Gonçalves dos Santos e Vitória Luísa e ingressou no Real Seminário de Música Patriarcal de Lisboa (Real Seminário de Música da Patriarcal de Lisboa) em 24 de junho de 1754.
Depois de se formar em 1º de janeiro de 1763, Santos aceitou a oferta para permanecer no quadro de professores de solfejo e mais tarde foi nomeado professor (mestre) de harmonia, contraponto e composição. Ele continuou ensinando lá pelo resto de sua vida. A partir de 1768, paralelamente ao seu trabalho dentro do seminário, exerceu também a função de cantor, organista, compositor e maestro na Capela Real (Capela Real).
Sobre suas habilidades de ensino, um de seus alunos, André da Silva Gomes descreveu Santos como "sábio e experiente", acrescentando depois que seu domínio da escrita de fugas era "excelente... e singular", enquanto Nancy Lee Harper em sua pesquisa de Português a música do teclado disse que ele era "conhecido por suas regras de acompanhamento do baixo figurado".
De acordo com o musicólogo Robert Stevenson, o próprio estilo de composição de Santos foi fortemente influenciado pelo compositor de ópera napolitano David Perez, que o ensinou no seminário, e comentando sobre a abordagem geral de Santos, Enrico Ruggieri diz em sua tese: "Ele era conhecido como mestre do estilo antico, porém também compôs música em estilo concertato". Olhando especificamente para o cenário do Stabat Mater de Santos em 1792, Ruggieri observou que "a composição é construída em torno da estrutura formal de uma cantata sacra da câmara que pertence ao estilo da tradição napolitana de compositores como Alessandro Scarlatti ou Giovanni Battista Pergolesi". Fica aqui claramente demonstrado o que foi descrito pelo musicólogo Ricardo Bernardes como "o conhecido processo de italianização das práticas musicais iniciado no reinado de D. João V".
Além de duas éclogas seculares que foram realizadas respectivamente em 1786 e 1787 na Academia das Ciências de Lisboa (Academia das Ciências de Lisboa) para as celebrações da Festa da Imaculada Conceição o restante das obras conhecidas de Santos foram escritas para uso litúrgico e realizados em Portugal e no Brasil. As forças vocais variam de 4 a 8 vozes mais solistas em algumas obras, e sempre com acompanhamento de órgão, orquestra, órgão e orquestra, ou diversas combinações menores de instrumentos solo.
A data exata e a causa da morte de Santos e o local de seu sepultamento são desconhecidos.

## Obra
Algumas obras de sua autoria:
- Responsórios de Sábado Santo Sicut Ovis (Fonte: Biblioteca Nacional de Portugal).
- Responsório Magi veniunt (Fonte: Biblioteca Nacional de Portugal).
- Stabat Mater
- Miserere

## Discografia
- Brasilessentia Grupo Vocal, Orquestra de Câmara da UNESP, Vítor Gabriel (maestro), (1999), Música na Catedral de São Paulo, Paulus, CD 004383.
- Ensemble Joanna Musica (2009), Music for Saint Joana: Princess of Aveiro, Numérica – NUM 1183.
- Filipe, Pedro dos Santos (2003), Responsoria In Sabbato Sancto: Nocturnos de José Joaquim dos Santos, Coro de Câmara José Joaquim dos Santos, Ensemble de Cordas Graves, Câmara Municipal de Óbidos.
- Segréis de Lisboa (1997), Stabat Mater Miserere: Tributo a José Joaquim dos Santos, Movieplay – MOV 3-11051.